# The Enemy Sex
The Enemy Sex (br Sexo Inimigo) é um filme de drama mudo produzido nos Estados Unidos e lançado em 1924.